# Girlboss
Girlboss est une série télévisée américaine en 13 épisodes de 24 à 29 minutes créée par Kay Cannon, d'après le roman #GIRLBOSS de Sophia Amoruso (en), lui-même inspiré librement de sa propre vie, et diffusée le 21 avril 2017 sur le service Netflix.
Dans tous les pays francophones, la série a aussi été diffusée le 21 avril 2017 sur Netflix.

## Synopsis
Dans les années 2000, Sophia Marlowe est une jeune adulte rebelle et fauchée. Très peu responsable, la jeune femme passe son temps à chercher des vêtements vintage et se fait régulièrement virer de ses boulots. Un soir, sur un coup de tête, elle décide de vendre l'une de ses vestes vintages sur le site de vente aux enchères eBay. La vente est un succès et Sophia décide de se lancer dans la personnalisation de vêtements vintages à vendre sur le site sous le nom de Nasty Gal.

## Distribution

### Acteurs principaux
- Britt Robertson (VFB : Ludivine Deworst) : Sophia Marlowe
- Ellie Reed (VFB : Julie Basecqz) : Annie
- Johnny Simmons (VFB : Maxime Donnay) : Shane
- Alphonso McAuley (en) (VFB : Antoni Lo Presti) : Dax

### Acteurs récurrents
- Dean Norris (VFB : Patrick Brüll) : Jay Marlowe
- RuPaul Charles (VFB : Nicolas Matthys) : Lionel
- Norm Macdonald : Rick
- Jim Rash : Mobias
- Melanie Lynskey : Gail
- Louise Fletcher : Rosie

Version française
- Direction artistique : Marie-Line Landerwyn

## Développement
En février 2016, Netflix annonce la commande d'une première saison de 13 épisodes pour une adaptation du roman sur la vie de la créatrice de la marque Nasty Gal, #GIRLBOSS.
En juin 2016, Britt Robertson est annoncée à la distribution pour interpréter la jeune créatrice. Quelques jours après, Ellie Reed, Johnny Simmons et Alphonso McAuley (en) la rejoignent pour compléter la distribution principale.
Le tournage de la série s'est déroulé entre San Francisco et Los Angeles.
Le 26 juin 2017, Netflix annonce l'annulation de la série après une seule saison.

## Épisodes
1. Sophia (Sophia)
2. La hernie (The Hern)
3. Merci, San Francisco (Thank You, San Francisco)
4. Ladyshopper99 (Ladyshopper99)
5. Le top huit (Top 8)
6. Cinq pour cent (Five Percent)
7. Le pantalon pattes d'eph (Long-Ass Pants)
8. Le voyage (The Trip)
9. Les p*** de graphiques à barres (Motherfuckin' Bar Graphs)
10. Le forum Vintage Fashion (Vintage Fashion Forum)
11. Bonne à jeter (Garbage Person)
12. I'll Come Crashing (I Come Crashing)
13. Le lancement (The Launch)